# Encàrrec de gestió
L'encàrrec de gestió és un mecanisme previst en l'article 11 de la Llei de Règim Jurídic del Sector Públic que permet a l'administració que la realització d'activitats de caràcter material, tècnic o de serveis de la competència dels òrgans administratius o de les entitats de dret públic siguin encarregades a altres òrgans.
Aquest mecanisme es preveu quan l'administració considera que no té suficients mitjans tècnics per dur-la a terme. L'encàrrec de gestió, a diferència de la delegació o l'avocació no comporta una cessió de titularitat de la competència ni dels elements substantius del seu exercici, i, per tant, és responsabilitat de l'òrgan que fa l'encàrrec.
Dins d'aquest mecanisme es diferencien segons:
- Quan l'encàrrec de gestió és entre òrgans administratius o entitats de dret públic que pertanyen a la mateixa administració s'ha de formalitzar en els termes que estableixi la seva normativa pròpia i, si no n'hi ha, per acord exprés dels òrgans o les entitats que hi intervenen. En tot cas, l'instrument de formalització de l'encàrrec de gestió i la seva resolució s'han de publicar, en el diari oficial corresponent.
- Quan l'encàrrec de gestió es faci entre òrgans i entitats d'administracions diferents, s'ha de formalitzar per mitjà de la signatura del conveni corresponent entre elles, llevat que es tracti de la gestió ordinària dels serveis de les comunitats autònomes per les diputacions provincials o, si escau, pels consells insulars, que s'ha de regir per la legislació de règim local.

La llei estableix que l'encàrrec de gestió no es pot aplicar quan la realització de les activitats hagi de recaure sobre persones físiques o jurídiques subjectes al dret privat, i aleshores cal atenir-se a la legislació corresponent de contractes de l'Estat.

## Precedents
En la derogada Llei 30/1992, de 26 de Novembre, de Règim Jurídic de les Administracions Públiques i del Procediment Administratiu Comú, Arxivat 2015-04-04 a Wayback Machine. l'encàrrec de gestió es trobava inclòs en l'article 15 d'aquesta mateixa.